# 必街 (雪梨)

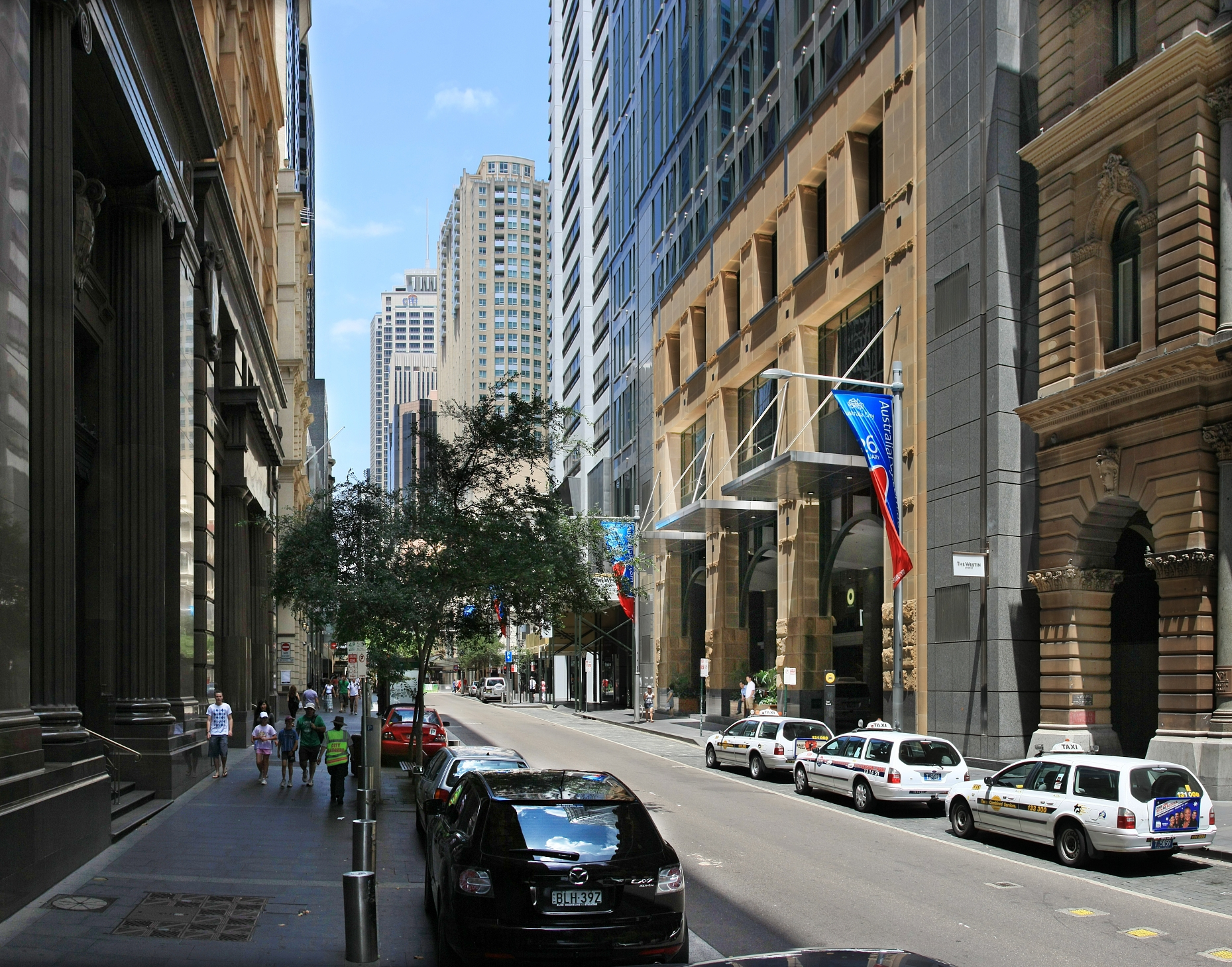
皮特街

必街是澳大利亚悉尼市中心的一条主要街道，北起环形码头，南到華打魯，纵贯整个市中心。为让路给悉尼中央火车站，这条街被分为两段。皮特街从孖結街到京街为著名的步行零售区必街行人專區（Pitt Street Mall）。
皮特街从悉尼铁路广场到皮特街步行街以及从环形码头到皮特街步行街均为单行线，而皮特街步行街只允许步行。这条街的北段，从铁路广场到环形码头，以零售和商务办公用地为主；而南段，从中央火車站以南绕经紅坊到華打魯，主要是住宅区。

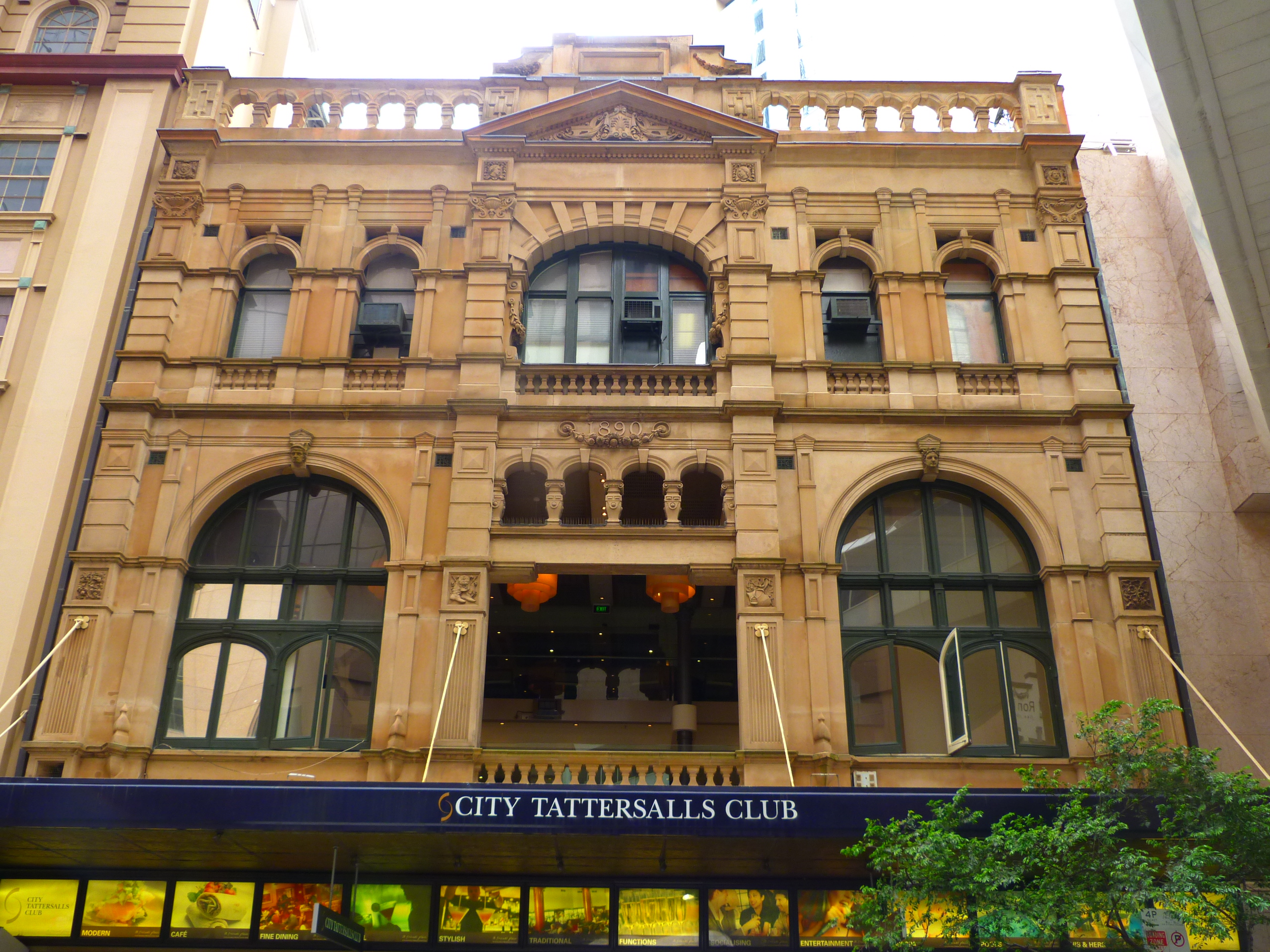
達德素會所
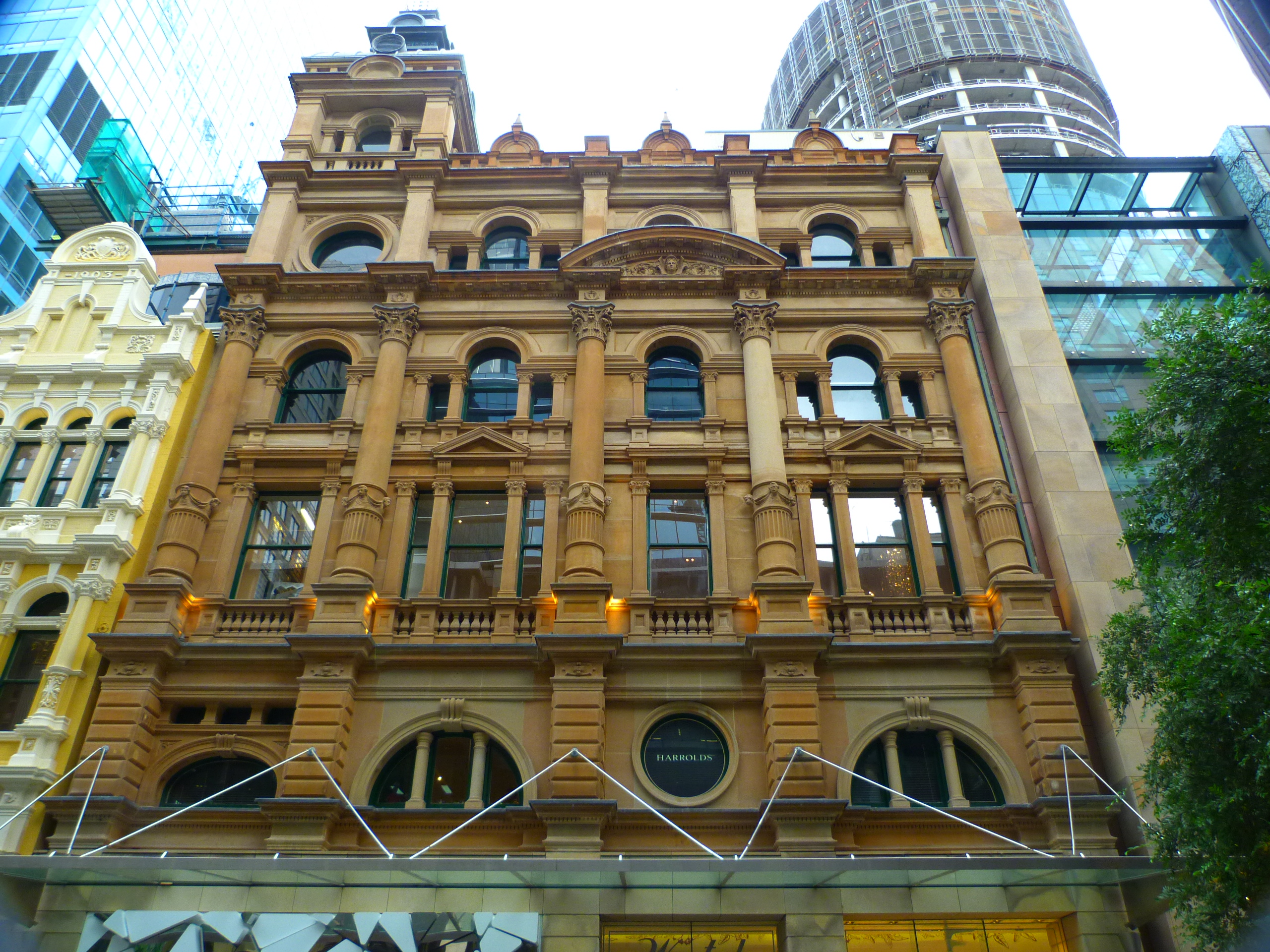
意大利风格建筑
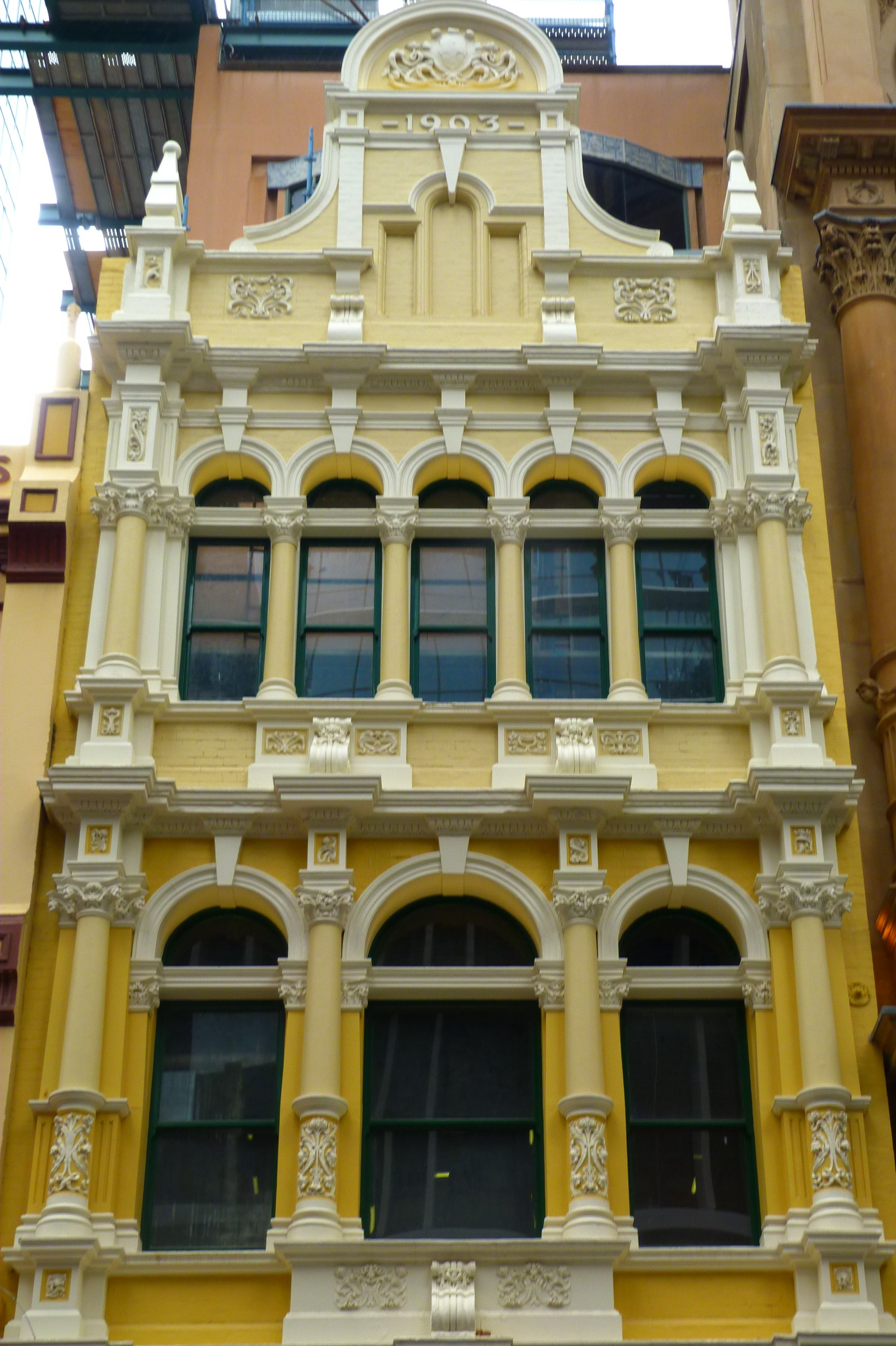
1903年建筑
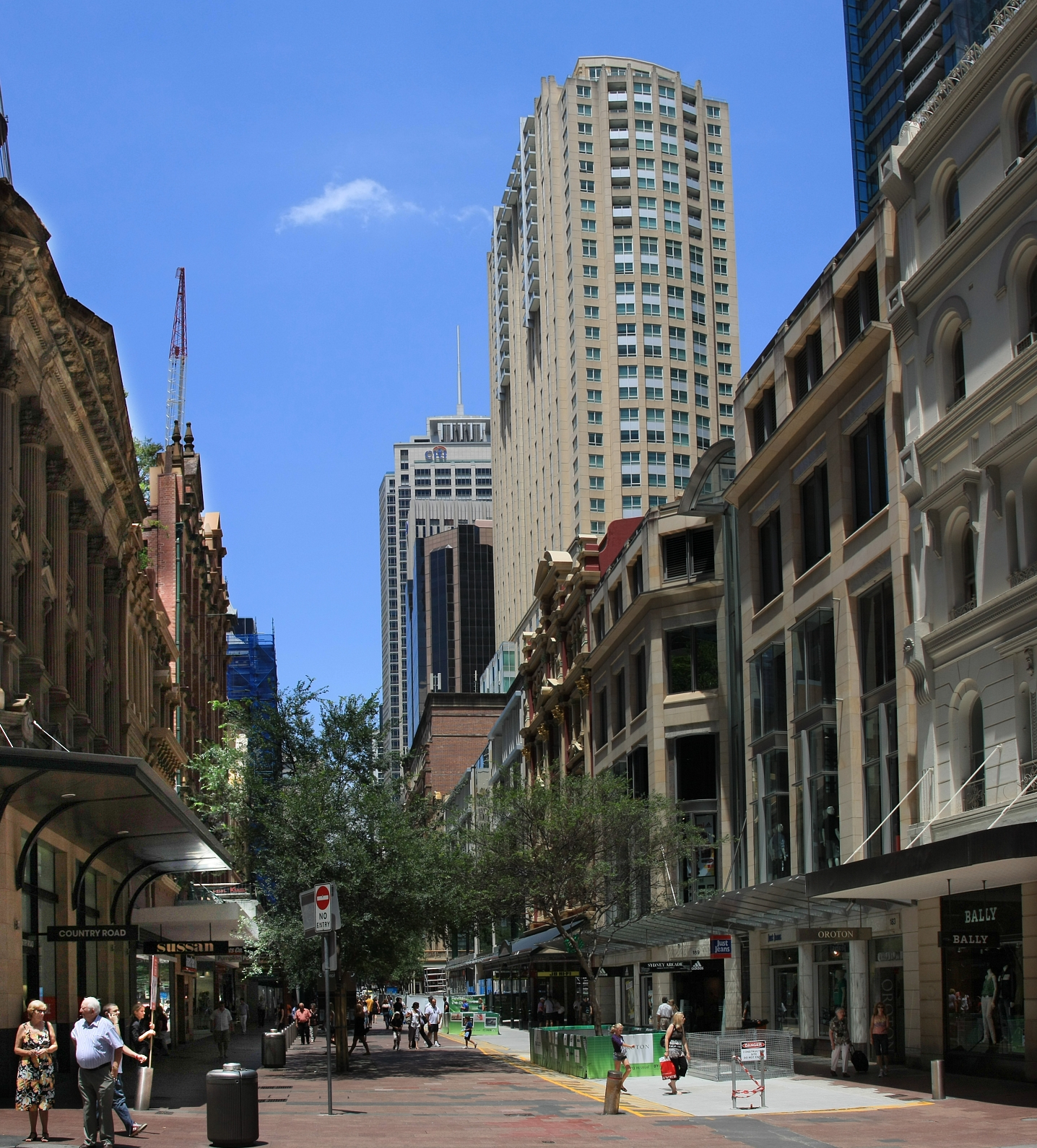
必街行人專區
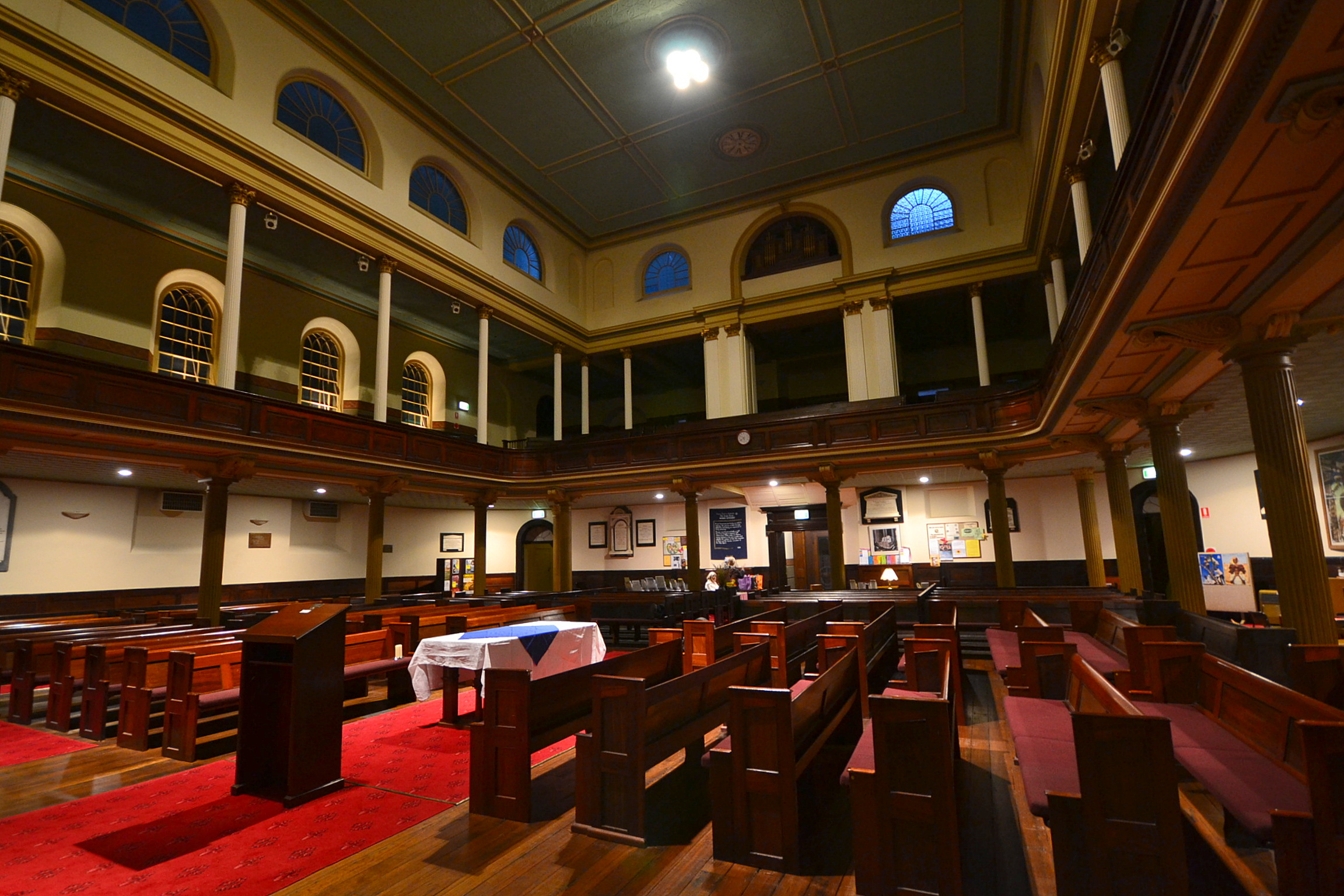
皮特街联合教会